# Mikado (jogo)

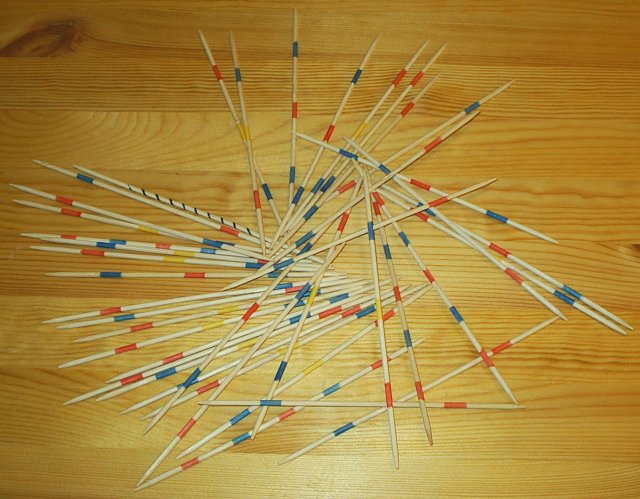
As varetas do micado.

Micado ou pega-varetas é um jogo de mesa constituído por um conjunto de varetas pintadas de diversas cores que são seguradas na vertical sobre a mesa e depois deixadas cair de modo a ficarem emaranhadas, sendo que os jogadores irão então retirar as varetas, uma a uma, sem mexer nas restantes.

## Na cultura popular
Em 1975 na 20ª edição do Festival Eurovisão da Canção, a canção suíça interpretada por Simone Drexel intitulava-se Mikado e tinha a letra da canção relacionada com o jogo.
O biscoito japonês Pocky é também vendido na Europa com o nome mikado.